# Stade Pierre-Mauroy
O Stade Pierre-Mauroy, também conhecido como Decathlon Arena – Stade Pierre-Mauroy por motivos de patrocínio, é o maior estádio de futebol da cidade de Lille, na França. Foi construído para a disputa da UEFA Euro 2016 e abriga os jogos do Lille OSC.